# 2-Nitrotoluène
Le 2-nitrotoluène est un dérivé du toluène possédant un groupe nitro. La formule brute de ce composé est C7H7NO2. C'est l'un des trois isomères du nitrotoluène, l'isomère ortho, les deux autres étant les isomères méta (3-nitrotoluène) et para (4-nitrotoluène).

## Propriétés et risques
Le 2-nitrotoluène est irritant pour les yeux. Il peut avoir des effets sur le sang, entraînant la formation de méthémoglobine, les effets pouvant être retardés.
Chez les rats et les souris, la substance est prouvée cancérigène et mutagène. Chez les rats mâles, on a aussi observé des dommages aux testicules et la diminution de production de spermatozoïdes. Pour l'homme, la substance est classée comme cancérogène possible (catégorie 2), potentiellement mutagène (catégorie 2) et toxique pour la reproduction (catégorie 3: risque possible d'altération de la fertilité).
Le 2-nitrotoluène présente un effet Kerr assez remarquable.

## Synthèse
La nitration aromatique du toluène par l'acide nitrique en présence d'acide sulfurique produit un mélange des trois isomères. Le groupe méthyle étant orienteur ortho-para et de faible encombrement stérique, on obtient majoritairement l'isomère ortho (~60 %), puis l'isomère para (~37 %) et très peu de l'isomère méta (~2 %).
Les isomères peuvent ensuite être séparés par cristallisation, les points de fusions des trois isomères étant assez éloignés (respectivement −10 °C, 15,5 °C et 51,6 °C). Une autre méthode de séparation est l'adsorption sélective des isomères par un zéolithe adéquat.
Dans ces conditions réactionnelles, le risque est peu élevé d'effectuer une double nitration et de synthétiser le 2,4-dinitrotoluène. Pour cela, il est nécessaire d'utiliser de l'acide sulfurique fumant (concentré).

## Utilisation
Le 2-nitrotolène est principalement un intermédiaire réactionnel dans la production d'autres composés, particulièrement l'o-toluidine et le 2,4-dinitrotoluène qui sont eux-mêmes utilisés pour la production des produits agrochimiques (pesticides, tels que le métolachlore), de produits en caoutchouc, des explosifs (TNT) et des pigments.